# Georges-Gaspard de Contades
Georges-Gaspard de Contades, né le 3 janvier 1724, mort fusillé le 8 mai 1794 dans la forêt du Gâvre, est un militaire, et homme de lettres français, émigré puis chouan.

## Biographie
Fils de Louis Georges Érasme de Contades, maréchal de France et de Nicole-Francoise Magon de la Lande (1739-1828) .
Il épouse le 30 mai 1757 à Angers (St-Maurille) Julie-Victoire Constantin de Maran, dame du Plantis.
Il est le père d' Érasme Gaspard de Contades, comte de Contades, de Louis Gabriel de Contades, marquis de Contades et de François-Jules-Gaspard de Contades, vicomte de Contades.

### Ancien régime

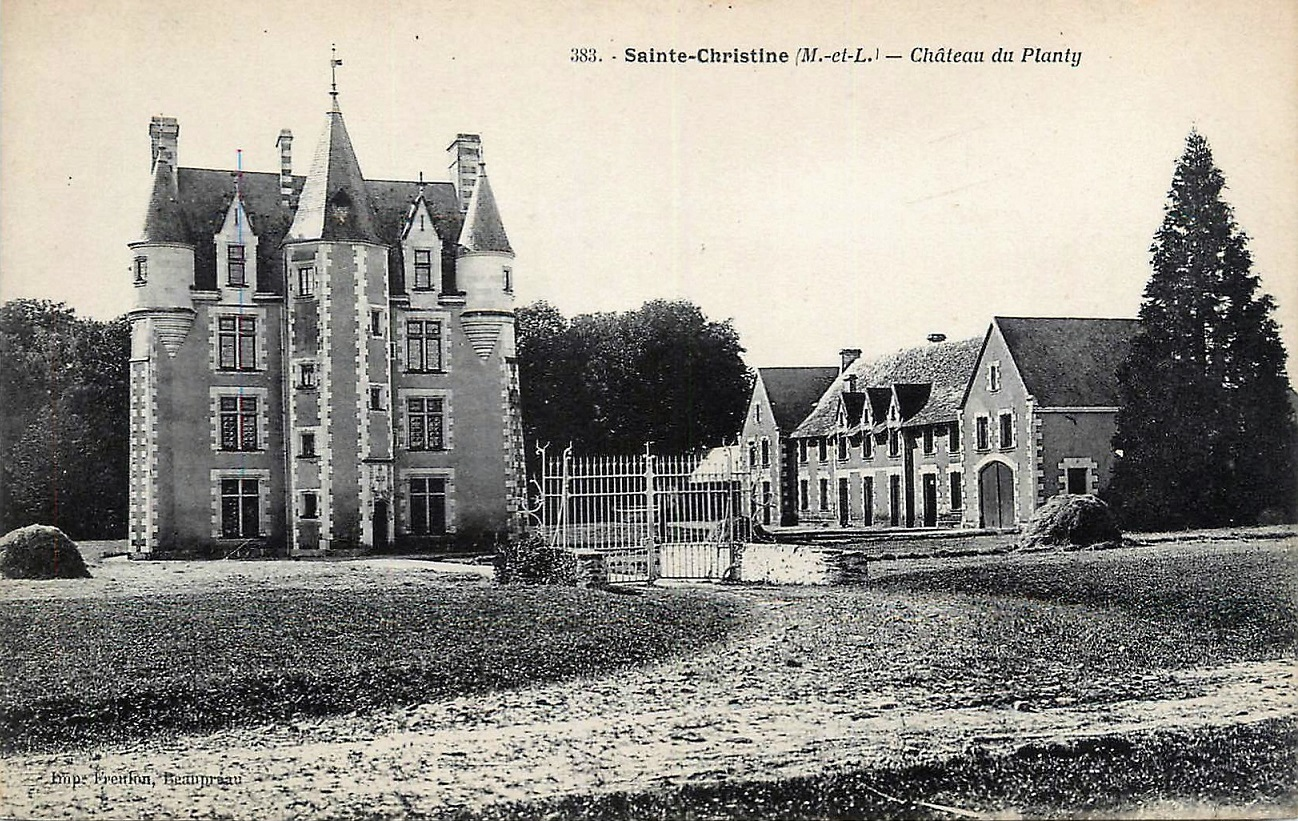
Le Château du Planty à Sainte-Christine, propriété du marquis Georges-Gaspard de Contades à partir de 1753.

D'après Célestin Port; « il embrassa la carrière militaire beaucoup plus par devoir que par goût ». Colonel au régiment de Berry il participe en juillet 1747 à la bataille de Lawfeld pendant la guerre de Succession d'Autriche. Il reçoit le brevet de brigadier des armées du roi le 10 février 1753,. À la suite de son mariage, il renonce au métier des armes et se consacre à l'étude.

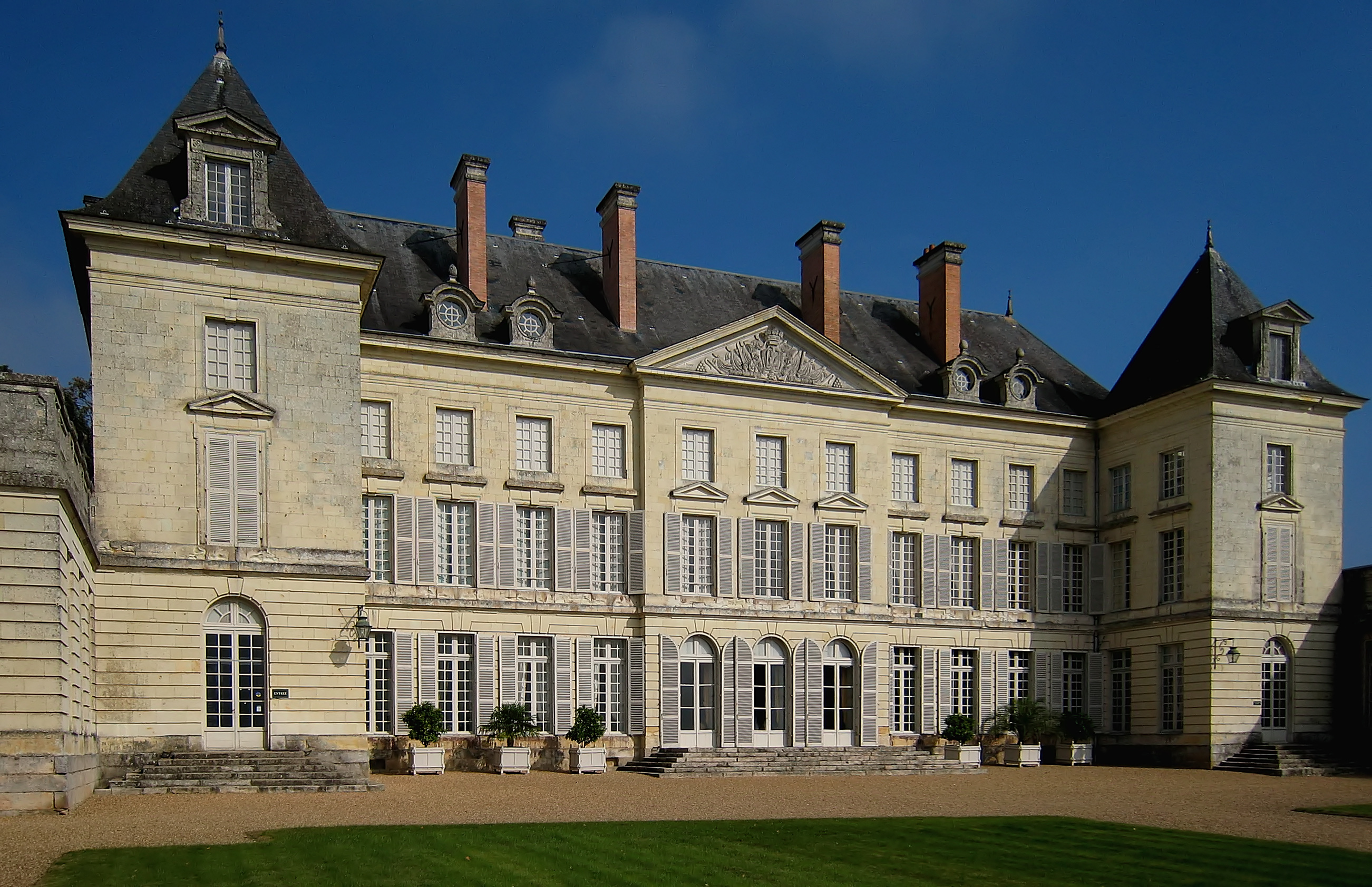
Château de Montgeoffroy

Le 13 août 1760, il est élu membre de l'Académie des sciences, belles-lettres et arts d'Angers dont il sera chancelier en 1763-1764 et directeur en 1770-1771, il occupe le douzième fauteuil de l'académie celui de François Bernier. Il y prononce l'éloge de Louis XV en 1772.
De 1761 à 1789, il rédige de nombreuses études littéraires. Il réside à Angers, et suveillera la construction du château de Montgeoffroy pendant que son père, le maréchal, était gouverneur d'Alsace.

### Émigration
Au début de la Révolution, il émigre parmi les premiers.

### Chouannerie
Il revient en France, et est emprisonné à Angers comme suspect le 17 mars 1793, mais il fut libéré par les Vendéens le 17 juin, puis il se rend en son château du Plantis (ou Planty) à Sainte-Christine.
En décembre 1793, il fait partie de l'armée vendéenne, il passe la Loire à Saint-Florent-le-Vieil et prend part à la Virée de Galerne. Après la défaite des Vendéens à la bataille de Savenay, il reste caché plusieurs mois dans la forêt du Gâvre, mais le 8 mai 1794, il est abattu par des soldats républicains qui dans leur rapport décriront le marquis de Contades comme ; « assez bien vêtu, il avait de fort beau linge, une superbe montre "à la mode". Sa bourse contenait 13 louis en or et deux en écus ainsi que quarante livres en assignats et qu'il était porteur d'un passeport délivré à Angers daté du 17 juin 1793. »